# Baby Islands
Die Baby Islands sind eine kleine Inselgruppe der Krenitzin Islands, die zu den Aleuten gehören. Die etwa auf Meereshöhe liegenden Eilande erstrecken sich auf einer Länge von etwa 3,2 km. 
1852 wurden die Inseln erstmals von dem Kapitän Michail Tebenkow in einer Seekarte verzeichnet. Die Inseln sind auch als Möwen-Inseln oder unter ihrem aleutischen Namen Chayachi bekannt.